# Nicholas Pike (Mathematiker)
Nicholas Pike (* 1743 in Somersworth; † 1819) war ein US-amerikanischer Mathematiker.

## Werdegang
Pike studierte an der Harvard University und lehrte zunächst in York (Maine), ehe er in die Hafenstadt Newburyport, das seit Erlangen der Unabhängigkeit im Bundesstaat Massachusetts liegt, kam.  Dort setzte er seine Forschungen auf dem Gebiet der Mathematik, Astronomie und Nautik fort. Der Lehrer und Stadtmagistrat engagierte sich im Steuer- und Zollstreit zwischen den Dreizehn Kolonien und dem Königreich Großbritannien, der in der Boston Tea Party und Unabhängigkeitserklärung der Vereinigten Staaten kulminierte.
1788 veröffentlichte Pike sein Werk A New and Complete System of Arithmetic Composed for the Citizens of the United States, eines der ersten unter US-amerikanischem Urheberrecht gedruckten Bücher. Pike bat 1786 George Washington, diesem das Buch widmen zu dürfen, was dieser jedoch ablehnte.  Das Buch avancierte zu einem der zentralen Lehrbücher für das Rechnen in den Vereinigten Staaten – insbesondere da neben Pikes Alma Mater, der Harvard University, das Dartmouth College und die Yale University es als zentrales Lehrbuch benannten – und wurde bis 1843 fünf weitere Male aufgelegt. Im Jahr des Erscheinens 1788 wurde Pike in die American Academy of Arts and Sciences aufgenommen.
Pikes Neffe Nicolas Pike war im 19. Jahrhundert parallel zu seiner Tätigkeit als Diplomat als Naturforscher tätig.